# Nedre Fisktjärnen
Nedre Fisktjärnen är en sjö i Bergs kommun i Jämtland och ingår i Indalsälvens huvudavrinningsområde.